# فنواوو
فنواوو (به لاتین: Fenoevo) یک منطقهٔ مسکونی در ماداگاسکار است که در توآلانارو واقع شده‌است. فنواوو ۲۷۹ کیلومتر مربع مساحت و ۵٬۰۰۰ نفر جمعیت دارد و ۱۰۸ متر بالاتر از سطح دریا واقع شده‌است.